# Robert Eggers

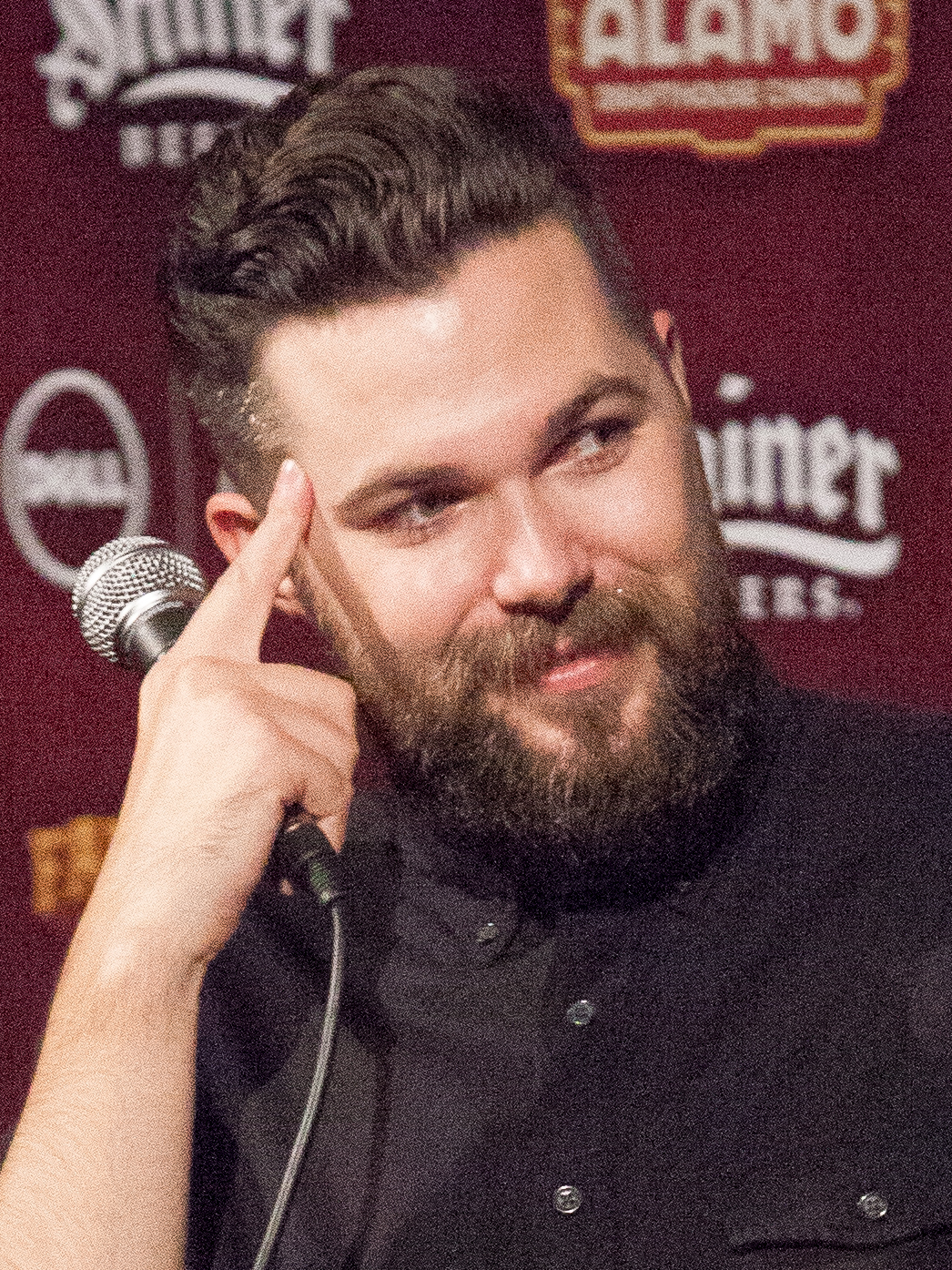
Eggers beim Fantastic Fest 2015

Robert Houston Eggers (*  7. Juli 1983 in New York City) ist ein US-amerikanischer Filmregisseur, Drehbuchautor und Szenenbildner.

## Leben
Robert Eggers wurde im Juli 1983 in New York City als Sohn der Schauspielerin und Tänzerin Kelly Houston geboren. Seinen Vater lernte er nie kennen. Kurz nach seiner Geburt zog seine Mutter mit ihm nach Laramie in Wyoming, wo sein Großvater, der Geologe Robert Stroud Houston (1923–2018), an der University of Wyoming unterrichtete. In Laramie lernte seine Mutter den Shakespeare-Forscher Walter Eggers kennen, den sie später heiratete. Aus dieser Beziehung gingen Eggers’ Halbbrüder, die Zwillinge Sam und Max Eggers, hervor. Ende der 1980er Jahre zog die Familie nach Lee in New Hampshire, wo Walter Eggers Provost der University of New Hampshire wurde. Der mit seinen Eltern befreundete Maler Hyman Bloom schenkte dem jungen Eggers Bücher über Albrecht Dürer und Martin Schongauer, was sein Interesse an Kunst der Renaissance weckte. Später zog die Familie ins benachbarte Epping um. Ab Mitte der 1990er Jahre war Eggers dort im Kindertheater Oyster River Players (O.R.P.) aktiv, wo er bei der Auswahl der Stücke und deren Aufführungen half, Kulissen malte und mit den jüngeren Kindern probte.
Eggers zog 2001 nach New York City, um an der American Musical and Dramatic Academy zu studieren. Später begann seine Karriere am Theater, wo er experimentelle Theaterstücke inszenierte und auch für das Bühnenbild verantwortlich zeichnete.
Ab dem Jahr 2007 inszenierte er erste Kurzfilme. 2015 gab er mit dem Horrorfilm The Witch sein Spielfilmdebüt. Beim Sundance Film Festival 2015 wurde Eggers für The Witch mit dem Regiepreis für den besten Spielfilm ausgezeichnet. Der Film wurde dann von A24 in die US-Kinos gebracht. Seinen Film Der Leuchtturm mit Willem Dafoe und Robert Pattinson in den Hauptrollen stellte er im Mai 2019 im Rahmen der Internationalen Filmfestspiele von Cannes vor, wo er mit dem FIPRESCI-Preis der Nebenreihe Quinzaine des réalisateurs ausgezeichnet wurde. Sein Abenteuerfilm The Northman mit Alexander Skarsgård in der Hauptrolle als Sohn eines Wikingerkönigs kam im April 2022 in die Kinos. Im Dezember 2024 kam Eggers Vampirfilm Nosferatu – Der Untote mit Bill Skarsgård und Lily-Rose Depp in die Kinos. Bei all seinen bisherigen Filmen (Stand 2024) arbeitete er mit dem Szenenbildner Craig Lathrop, der Kostümbildnerin Linda Muir, dem Kameramann Jarin Blaschke und der Filmeditorin Louise Ford zusammen. Sein nächster Horrorfilm Werwulf soll Ende 2026 erscheinen. Daneben soll Eggers auch bei einer Fortsetzung zu Die Reise ins Labyrinth (1986) und einer Neuverfilmung von Charles Dickens’ Erzählung A Christmas Carol die Regie übernehmen.
Ende Juni 2020 wurde Eggers Mitglied der Academy of Motion Picture Arts and Sciences.
Robert Eggers ist mit der Psychologin Alexandra Shaker verheiratet, mit der er einen Sohn hat. Die Familie lebt in Brooklyn.

## Filmografie
Regie
- 2007: Hansel and Gretel (Kurzfilm)
- 2008: The Tell-Tale Heart (Kurzfilm)
- 2015: The Witch
- 2015: Brothers (Kurzfilm)
- 2019: Der Leuchtturm (The Lighthouse)
- 2022: The Northman
- 2024: Nosferatu – Der Untote (Nosferatu)

Drehbuch
- 2007: Hansel and Gretel (Kurzfilm)
- 2008: The Tell-Tale Heart (Kurzfilm)
- 2015: The Witch
- 2015: Brothers (Kurzfilm)
- 2019: Der Leuchtturm (The Lighthouse)
- 2022: The Northman
- 2024: Nosferatu – Der Untote (Nosferatu)

Szenenbild
- 2007: Hansel and Gretel (Kurzfilm)
- 2008: The Tell-Tale Heart (Kurzfilm)
- 2010: Monster (Kurzfilm)
- 2011: The Five Stages of Grief (Kurzfilm)
- 2011: In the Pines (Kurzfilm)
- 2012: Anemone (Kurzfilm)
- 2012: Legacy (Kurzfilm)
- 2012: Esther (Kurzfilm)
- 2013: The House at the Edge of the Galaxy (Kurzfilm)
- 2013: Vivace! (Kurzfilm)
- 2013: Spirit Cabinet
- 2014: Rose (Kurzfilm)
- 2015: Brothers (Kurzfilm)

## Auszeichnungen
- 2015: New Hampshire Film Festival – Bester Film (The Witch)
- 2015: Toronto Film Critics Association Awards – Bester Debütfilm (The Witch)
- 2016: Boston Society of Film Critics Awards  – Bester Nachwuchsregisseur (The Witch)
- 2019: Internationale Filmfestspiele von Cannes – Auszeichnung mit dem FIPRESCI-Preis der Reihe Quinzaine des réalisateurs (Der Leuchtturm)